# Rhamnus marahuacensis
Rhamnus marahuacensis là một loài thực vật có hoa trong họ Táo. Loài này được Steyerm. & Maguire miêu tả khoa học đầu tiên năm 1984.